# MobyGames
MobyGames je komerční webová stránka a databáze videoher. Je na ní obsaženo více než 300 herních platforem a přes 330 000 videoher. Stránka je financována reklamami a patrony, platícími uživateli. Byla založena v roce 1999 a jejím vlastníkem je společnost Atari SA.

## Historie
MobyGames založili 1. března 1999 Jim Leonard a Brian Hirt, o 18 měsíců později se k nim připojil David Berk. Všichni tři se skamarádili na střední škole.
V polovině roku 2010 koupila MobyGames společnost GameFly, přičemž částka transakce zveřejněna nebyla. Dne 18. prosince 2013 byly stránky odkoupeny Jeremiahou Freyholtzem, majitelem sanfranciské společnosti zabývající se vývojem her a webových stránek Blue Flame Labs a stránek obsahujících fanouškovské obaly videoher VGBoxArt. Blue Flame Labs navrátilo MobyGames jeho původní design a rozhraní.
Dne 24. listopadu 2021 společnost Atari SA oznámila, že se s Blue Flame Labs dohodla na koupi MobyGames za 1,5 milionu dolarů. Koupě byla dokončena 8. března 2022, přičemž Freyholtz zůstal generálním manažerem. V únoru 2023 byl design stránek kompletně přepracován.

## Obsah
MobyGames obsahuje informace o videohrách a lidech a společnostech, které stojí za jejich tvorbou. Některé profily vývojářů obsahují i informace o jejich životě. Obsah je přidáván uživateli s neanonymním uživatelským účtem. Před uveřejněním v databázi prochází všechny změny ověřením ze strany dobrovolných „schvalovatelů“. Na stránce existuje norma pro přidávání a kopírování herních informací. Nejběžnějším zdrojem používaným pro získání informací může být videoherní balení a úvodní a závěrečné titulky.
Registrovaní uživatelé mohou hodnotit jakoukoliv videohru. Zároveň si uživatelé mohou vytvořit seznamy „have lists“ („mám“) a „want lists“ („chci“), které lze ukázat veřejně. Na stránce je obsaženo i fórum k diskusi. Každá videohra má pak na fóru vlastní podsekci.